# Eino Rahja
Eino Rahja, född 20 juni 1885 i Kronstadt, död 26 april 1936 i Sovjetunionen,  var en finsk-rysk politiker och militär som gick med i Bolsjevikpartiet 1903.
Rahja var den som organiserade Vladimir Lenins tillfälliga flykt till Finland sommaren 1917. Under finska inbördeskriget visade han sig vara en av de dugligaste militära ledarna på den röda sidan. När de röda förlorade inbördeskriget, flydde han till Sovjetryssland, där han levde resten av sitt liv och bland annat var militär befälhavare i Röda armén.
Eino Rahja uteslöts ur Finlands kommunistiska partis centralkommitté 1927. I motsats till många finländska emigrantkommunister dog han en naturlig död.

## Utmärkelser
- Röda fanans orden[1]

[Redigera Wikidata]